# برلی دوهرتی
برلی دوهِرتی (به انگلیسی: Berlie Doherty) (زادهٔ ۶ نوامبر ۱۹۴۳ در لیورپول انگلستان) نویسنده، شاعر، نمایش‌نامه‌نویس، و فیلم‌نامه‌نویس انگلیسی است که بیشتر در زمینهٔ ادبیات کودکان و نوجوانان فعالیت می‌کند.
دوهرتی تاکنون دو بار برندهٔ جایزهٔ ادبی کارنگی شده است. مسایل روز مانند بارداری نوجوانان، فرزندخواندگی، قاچاق کودکان، و یتیمی در اثر ایدز از جمله موضوع‌هایی است که دوهرتی در آثارش به آن‌ها پرداخته است.